# أسفل الذراع

تعديل مصدري - تعديل

أسفل الذراع هي إحدى قرى عزلة القارة بمديرية رصد التابعة لمحافظة أبين، بلغ تعداد سكانها 137 نسمة حسب تعداد اليمن لعام 2004.